# AIDC F-CK-1 Ching-kuo
El AIDC F-CK-1 Ching-kuo (en chino mandarín: 經國號戰機) es un avión de caza ligero de la Fuerza Aérea de Taiwán, llamado así en honor de Chiang Ching-kuo, que fuera Presidente de la República de China(Taiwán). Entró en servicio activo en el año 1992. De este modelo se han fabricado 131 aparatos hasta 1999.
A pesar de ser nombrado y ampliamente conocido como Indigenous Defence Fighter (IDF, en español: "caza de defensa autóctono"), este avión fue un proyecto conjunto entre compañías de defensa de la República de China (Taiwán) y de Estados Unidos, con el ensamblaje final llevado a cabo por Aerospace Industrial Development Corporation (AIDC) en Taichung, Taiwán. El programa IDF comenzó cuando la adquisición de aviones Northrop F-5 de fabricación estadounidense comenzó a generar problemas políticos.

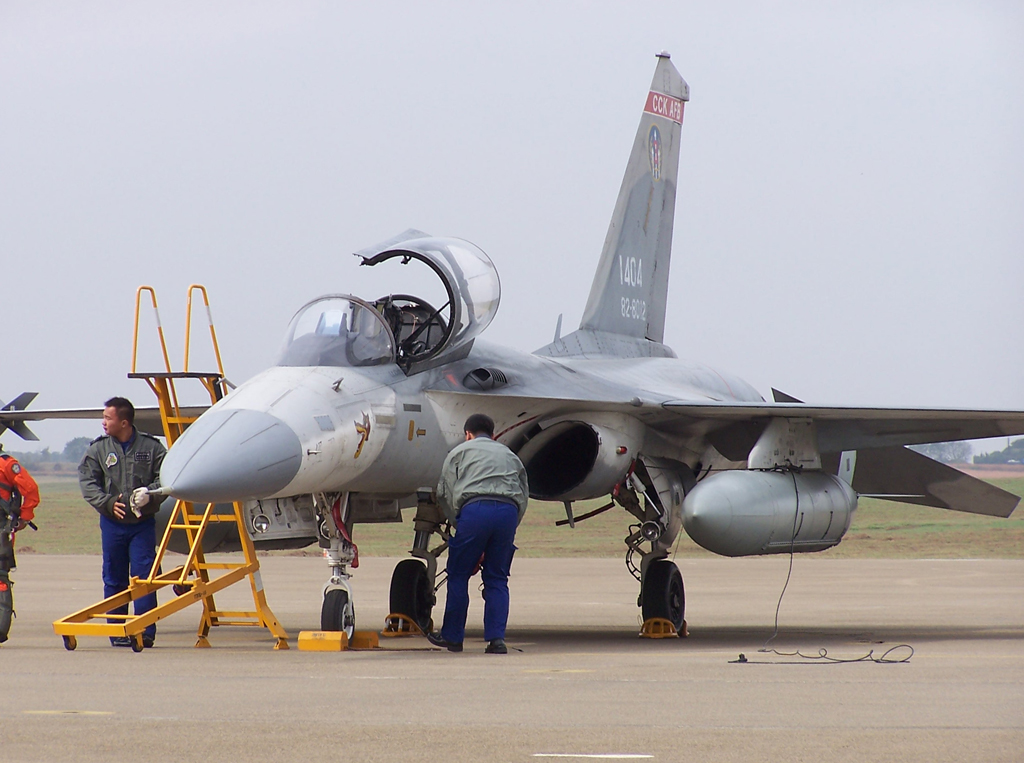
Modelo F-CK-1A de preproducción.

## Componentes
Estados Unidos -  Finlandia -  Noruega -  Reino Unido -  República de China

### Electrónica

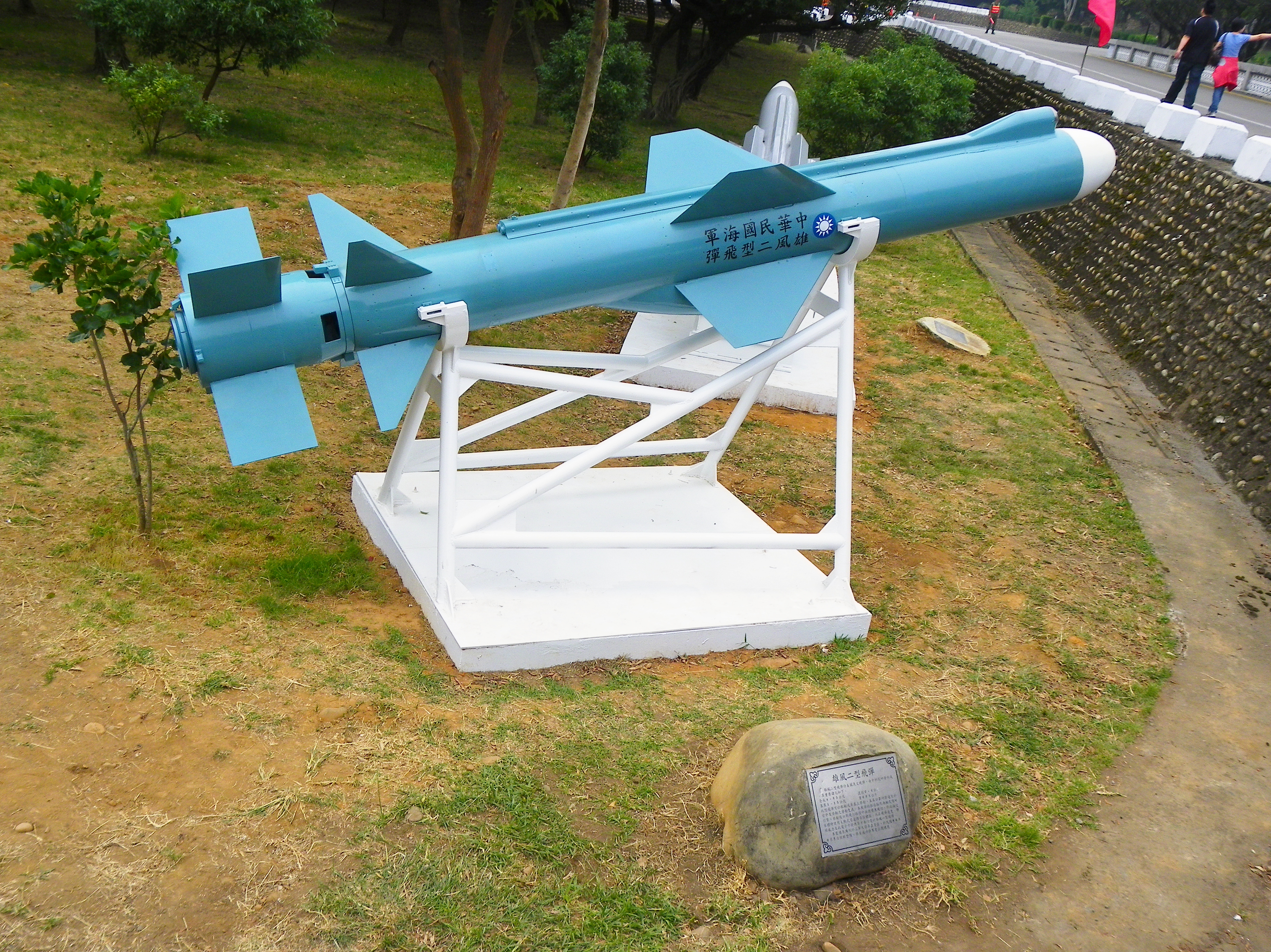
Hsiung Feng II

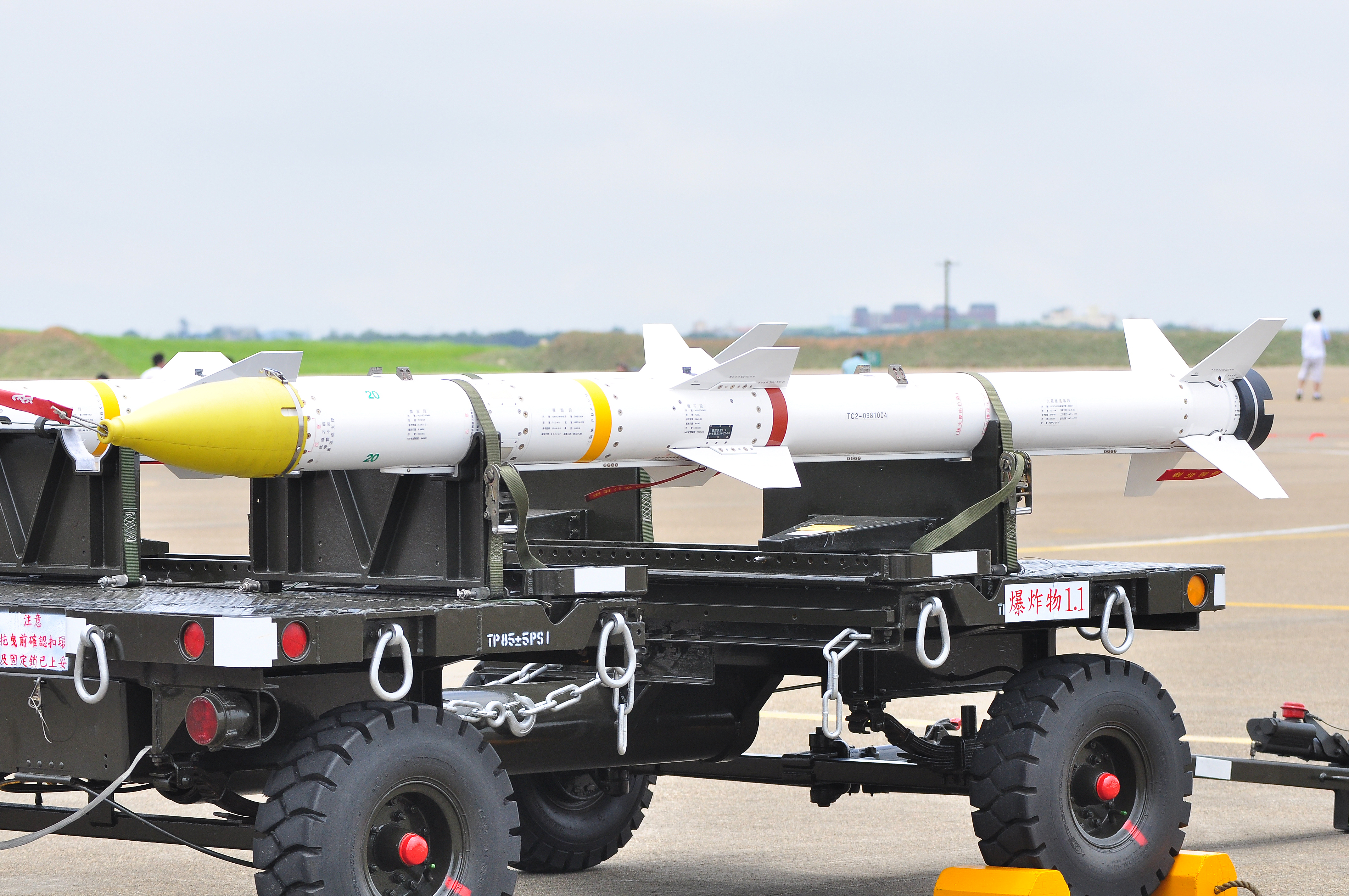
Tien Chien II

| Sistema                     | País                    | Fabricante   | Notas                                                                          |
| --------------------------- | ----------------------- | ------------ | ------------------------------------------------------------------------------ |
| Sistema de control de vuelo |                         |              | Triple FBW digital con triple respaldo analógico. Bucle completamente cerrado. |
| Sistema de escape           | Bandera del Reino Unido | Martin-Baker | Asiento eyectable modelo Mk.12                                                 |

### Armamento

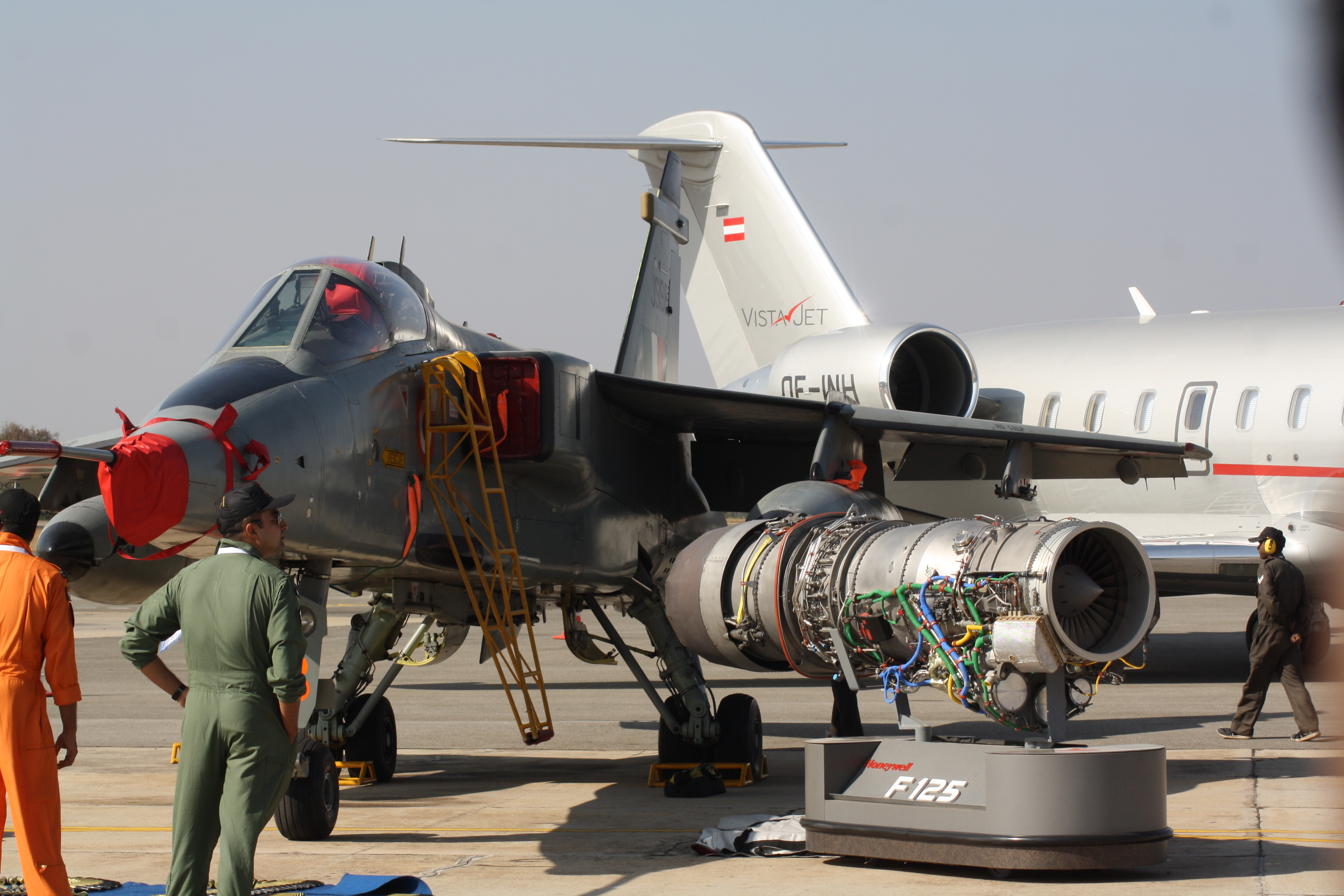
F125

| Sistema                                           | País                                                                  | Fabricante                                            | Notas                        |
| ------------------------------------------------- | --------------------------------------------------------------------- | ----------------------------------------------------- | ---------------------------- |
| Cañón                                             | Bandera de Estados Unidos                                             | General Dynamics General Electric                     | M61 Vulcan rotativo de 20 mm |
| Misil aire-superficie AGM-65 Maverick             | Bandera de Estados Unidos                                             | Raytheon                                              |                              |
| Misil antirradiación TC-2A                        | Bandera de Taiwán                                                     | Instituto Nacional de Ciencia y Tecnología Chung-Shan |                              |
| Misil antibuque Hsiung Feng II                    | Bandera de Taiwán                                                     | Instituto Nacional de Ciencia y Tecnología Chung-Shan |                              |
| Misil aire-aire de corto alcance AIM-9 Sidewinder | Bandera de Estados Unidos · Bandera de Finlandia · Bandera de Noruega | Raytheon NAMMO                                        |                              |
| Misil aire-aire de corto alcance Tien Chien I     | Bandera de Taiwán                                                     | Instituto Nacional de Ciencia y Tecnología Chung-Shan |                              |
| Misil aire-aire BVR Tien Chien II                 | Bandera de Taiwán                                                     | Instituto Nacional de Ciencia y Tecnología Chung-Shan |                              |
| Bomba Mark 82                                     | Bandera de Estados Unidos                                             | General Dynamics                                      |                              |
| Bomba Mark 84                                     | Bandera de Estados Unidos                                             | General Dynamics                                      |                              |
| Misil de crucero de racimo Wan Chien              | Bandera de Taiwán                                                     | Instituto Nacional de Ciencia y Tecnología Chung-Shan | Prohibido por 112 países     |
| Bomba de racimo Mark 20 Rockeye                   | Bandera de Estados Unidos                                             | Honeywell                                             | Prohibida por 112 países     |

### Propulsión
| Sistema | País                                          | Fabricante | Notas           |
| ------- | --------------------------------------------- | ---------- | --------------- |
| Motor   | Bandera de Estados Unidos · Bandera de Taiwán | ITEC       | 2 × F125-GA-100 |

## Operadores
- Taiwán
  - Fuerza Aérea de Taiwán. 130 aviones

## Especificaciones (F-CK-1)
Referencia datos: GlobalSecurity.org, Milavia, TaiwanAirPower.org

### Características generales
- Tripulación: 1 (2 en versión de entrenamiento)
- Longitud: 14,21 m
- Envergadura: 9,46 m
- Altura: 4,42 m
- Superficie alar: 24,2 m²
- Peso vacío: 6500 kg
- Peso cargado: 9.072 kg
- Peso máximo al despegue: 12.000 kg
- Planta motriz: 2×  Honeywell F124-70.
  - Empuje normal: 27 kN 6.000 lbf de empuje cada uno.
  - Empuje con postquemador: 42 kN 9.500 lbf de empuje cada uno.

### Rendimiento
- Velocidad máxima operativa (Vno): Mach 1,8
- Alcance: 1.100 km
- Techo de vuelo: 16.800 m (55.000 ft)

### Armamento
- Cañones: 1× M61A1 de 20 mm
- Bombas: Bombas de racimo Wan Chien
- Misiles: 

  - 2× Tien Chien I
  - 2× Tien Chien II

### Aviónica

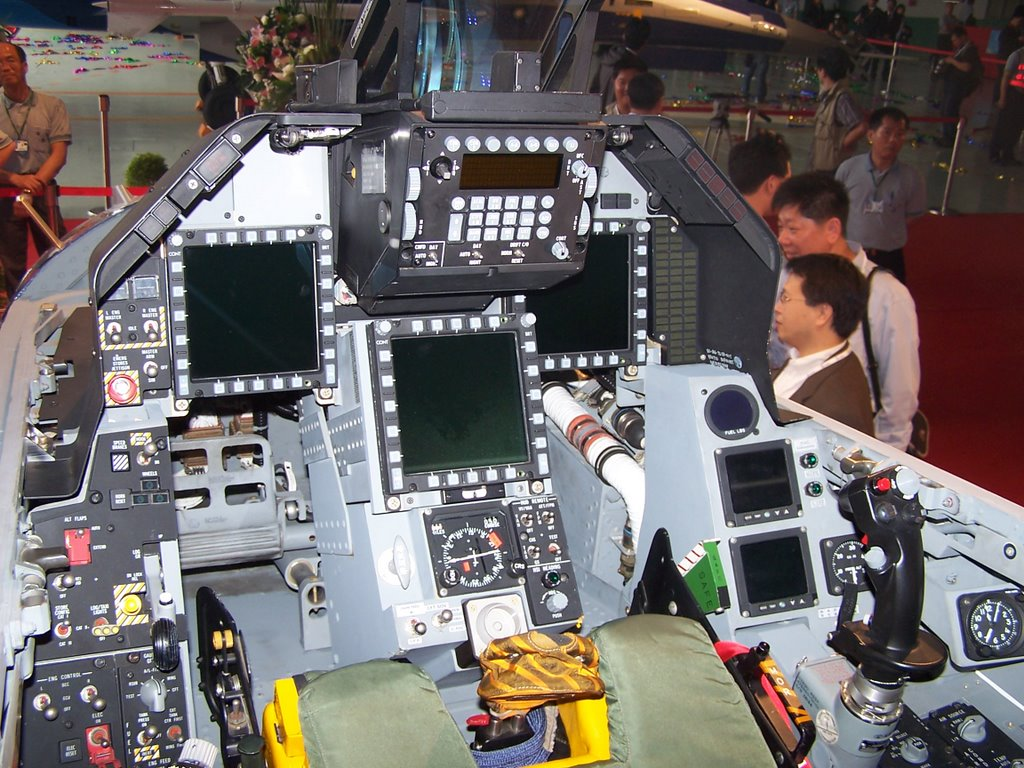
Cabina de vuelo del F-CK-1

- Radar: radar de impulsos Doppler GD-53 (banda-X)

### Desarrollos relacionados
- F-16 Fighting Falcon

### Aeronaves similares
- F-20 Tigershark
- JF-17 Thunder
- Mirage 2000